# 趙淑俠
趙淑俠(Susie Chao，1931年12月30日-), 生於北平，籍貫興安省臚濱縣，祖籍嫩江省肇東縣，曾任播音員、編輯、瑞士紡織印染公司美術設計師。曾擔任世界華文作家協會歐洲分會總召集人，曾旅居瑞士專事寫作，為國際筆會、瑞士全國作家協會會員，並擔任世界華文作家協會副會長、歐洲華文作家協會會長(創始人，永久榮譽會長)。旅居歐洲三十餘年，後移民美國。

## 獲獎
1980年獲台灣中國文藝協會小說創作獎，1991年獲中山文藝小說創作獎。2008年獲世界華文作家協會〔終身成就獎〕。

## 作品

### 散文
- 《紫楓園隨筆》，臺北道聲出版社，1979年11月
- 《異鄉情懷》，臺北九歌出版社，1981年1月
- 《海內存知己》，臺北九歌出版社，1981年10月
- 《故土與家園》，臺北九歌出版社，1983年7月
- 《翡翠色的夢》，臺北九歌出版社，1984年10月
- 《雪峰雲影》，臺北道聲出版社，1986年1月
- 《童年．生活．鄉愁》，臺北時代文藝出版社，1986年2月
- 《文學女人的情關》(The love complex of sensitive women / 趙)，臺北九歌出版社，1992年11月
- 《情困與解脫》(Focus on passion)，臺北健行文化出版公司，1994年7月
- 《天涯長青》，臺北三民書局，1994年7月
- 《王博士的巴黎假期》，北京中國文聯書局，1994年9月
- 《愛情的年齡》，西安陝西人民出版社，1996年3月
- 《忽成歐洲過客》，臺北秀威資訊科技，2009年

### 小說

#### 長篇小說
- 《我們的歌》，臺北中央日報社，1980年6月；合肥安徽文藝出版社，1997年
- 《落第》，臺北道聲出版社，1982年10月
- 《春江》，臺北論壇出版社，1984年12月
- 《賽納河畔》，臺北純文學出版社，1986年4月
- 《賽金花》，臺北九歌出版社，1990年1月；《賽金花：戲夢紅塵的傳奇女子》，臺北釀出版，2014年3月
- 《淒情納蘭》，臺北釀出版，2013年1月

#### 短篇小說集
- 《西窗一夜雨》，臺北道聲出版社，1977年
- 《當我們年輕時》，臺北道聲出版社，1978年
- 《人的故事》(中短)，臺北三聯書店，1986年10月
- 《湖畔夢痕》，臺北道聲出版社，1986年3月
- 《夢痕》，臺北葉氏出版社，1986年
- 《翡翠戒指》(德譯本)，瑞士安東尼出版社，1988年

### 合集
- 《趙淑俠自選集》，臺北黎明文化公司，1988年12月

### 合著
- 《美的感動》趙淑俠等著，臺北圓神出版，1988年12月

## 研究
- 《趙淑俠作品國際研討會論文集》，趙淑俠作品國際研討會組委會，北京作家出版社出版，1996年